# 摩的

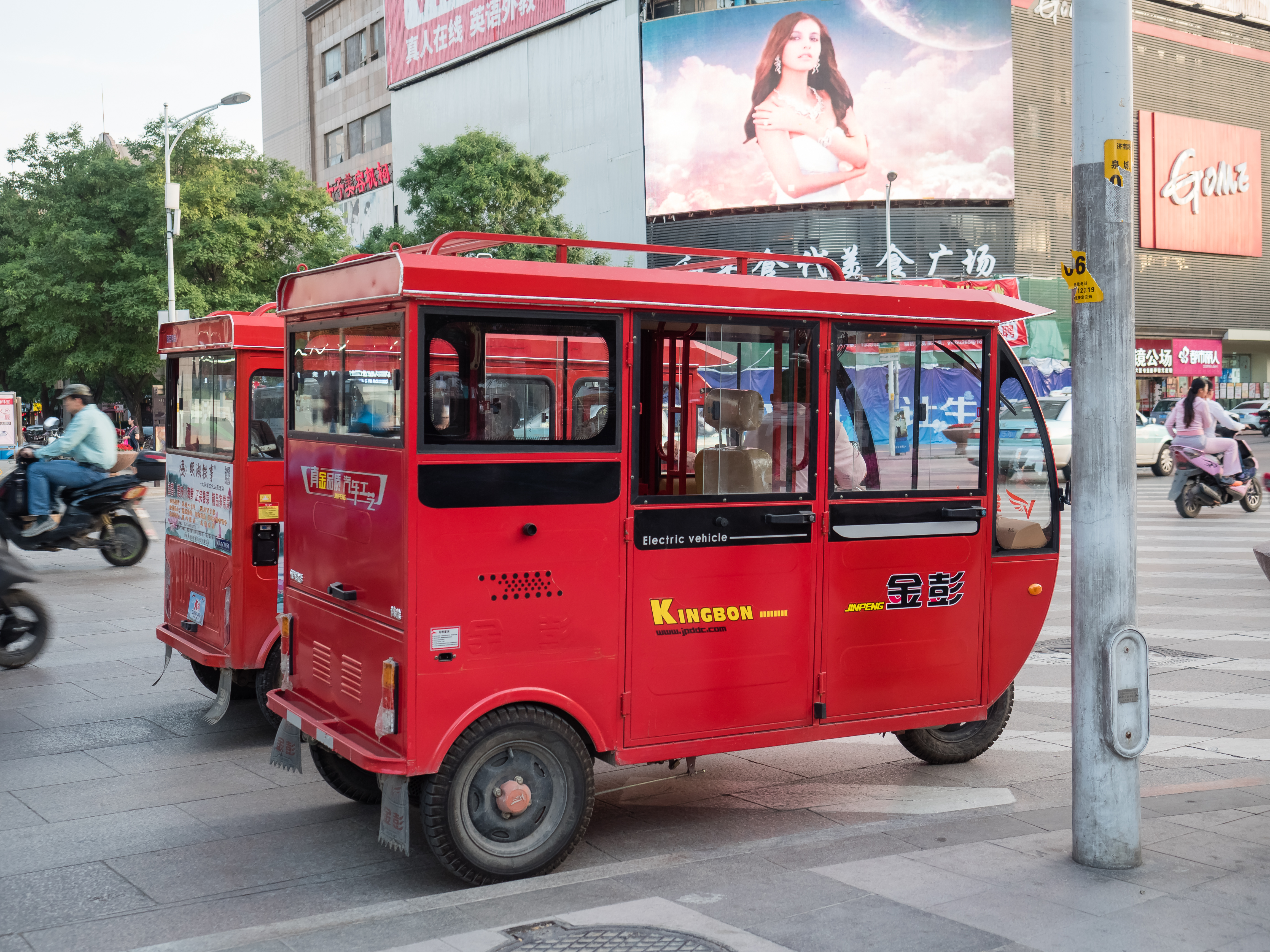
比較高級的改裝載客摩的（济南市）

摩的，即摩托车的士，是以改裝型摩托车作为出租营运的工具车，是一种在中国大陆普遍存在的现象。同时也广泛存在于东南亚地区如印度尼西亚、泰国，而英国以及美国同样也有存在。
早在1990年代时，摩的就已经存在于中国，由于其价格低廉符合了中下阶层的需要，因此获得普遍欢迎。至今仍然活跃于中国大陆的城市以及乡镇。

## 法律问题
尽管摩的被人们接纳，但在中国大陆却一直是一个尴尬的存在，摩的并不被法律所接纳，而成为黑摩的，但摩的却是一定下岗人士维系生计的工具。

### 禁摩与限摩
中国大陆曾经因就40%的车祸事故与摩托车有关的理由，从而采取禁摩或限摩的政策，此举则直接威胁到了摩的的生存，也遭到许多摩托车爱好者的强烈反对，但至今仅有极个别城市取消（如西安）。
禁摩与限摩问题也见诸各大媒体，网络媒体包括中央电视台的复兴论坛以及广州日报的大洋网也有报道，而远在新马一带的星洲日报等非中国本地媒体也有报道。